# بیدروبه
بیدروبه شهری در بخش الوارگرمسیری شهرستان اندیمشک استان خوزستان ایران است. این شهر در گذشته جز استان لرستان بوده است که در دهه ۶۰ از استان لرستان جدا و هم‌زمان با شهرستان شدن اندیمشک به استان خوزستان الحاق شده است. بیدروبه از طوایف لر بالاگریوه شهاوند، بهاروند، میر، چناری، شلووند، پاپی، نجفوند و دریکوند تشکیل شده است.

## جمعیت
بر پایه سرشماری عمومی نفوس و مسکن در سال ۱۳۹۵ جمعیت این شهر ۲٬۳۸۷ نفر (در ۶۳۳ خانوار) بوده است.